# Wegmannboggier
Wegmannboggier är en tysk konstruktion av boggier för personvagnar och motorvagnar. Boggierna tillverkaredes av företaget Wegmann (senare Weco) i Kassel i Tyskland. 
Redan 1967 inleddes ett samarbete mellan den västtyska järnvägsoperatören DB (Deutsche Bundesbahn) och Wegmann. Målet var att ta fram en boggi som lämpade sig för såväl sidolinjer som huvudlinjer. För att bättre fördela krafterna mellan de fyra kontaktpunkterna mellan hjul och räls utfördes hela boggiramen vridningsmjuk (torsionsram). En annan lösning för att ytterligare minska spårkrafterna var att hjulaxlarna tilläts ställa in sig radiellt i kurvorna ("mjuka boggier"). Under 1969 levererades en prototypserie boggier för den maximala axellasten 12,0 ton, med axelavståndet 220 cm och vikten 3,62 ton. Något senare utvecklades en snabbtågsvariant med benämningen LD 70. Den senare boggin provkördes i 254 km/h.
Till skillnad mot klassiska personvagnarboggier utfördes Wegmannboggierna med gummikuddar i primärfjädringen, luftbälgar i sekundärfjädringen och förankring i längsled med en s.k. tryckdragstång. Under början av 1980-talet levererades en ny generation personvagnar till den norska statsjärnvägen med Wegmannboggier. De nya Wegmannboggierna orsakade små spårkrafter. Senare har även den danska statsjärnvägen beställt motorvagnar (IC3) med Wegmannboggier. Denna typ av IC3-tåg finns också i Sverige.
Läs mer om rälsfordons gångegenskaper.